# Ted Haworth
Pour les articles homonymes, voir Haworth.
Edward S. "Ted" Haworth est un directeur artistique américain né le 26 septembre 1917 à Cleveland (Ohio) et mort le 18 février 1993 à Sundance (Utah).

## Biographie
Edward S. Haworth naît à Cleveland (Ohio), mais grandit dans la petite ville de Willoughby (Ohio). Il fait ses études à l'Université de Californie du Sud à Los Angeles.
Il commence sa carrière cinématographique comme dessinateur de décors et assistant au directeur artistique chez Warner Bros.. Son premier film important sera L'Inconnu du Nord-Express en 1951. Il est reconnu notamment pour son travail sur des films en noir et blanc.
Il fait partie d'une famille liée aux arts et au spectacle : son père William Haworth est un dramaturge, son oncle Joseph Haworth est un acteur de théâtre reconnu, son frère Joe Haworth est acteur de cinéma, son fils Sean Haworth est directeur artistique, sa fille Jann est une artiste plasticienne.
Haworth prend sa retraite en 1973 pour vivre à Sundance (Utah. Il meurt de complications après un accident de voiture.

## Filmographie (sélection)
- 1951 : L'Inconnu du Nord-Express (Strangers on a Train) d'Alfred Hitchcock
- 1953 : La Loi du silence (I Confess) d'Alfred Hitchcock
- 1955 : Marty de Delbert Mann
- 1955 : L'Homme du Kentucky (The Kentuckian) de Burt Lancaster
- 1956 : La Loi du Seigneur (Friendly Persuasion) de William Wyler
- 1956 : L'Invasion des profanateurs de sépultures (Invasion of the Body Snatchers) de Don Siegel
- 1957 : Sayonara de Joshua Logan
- 1958 : Les Nus et les Morts (The Naked and the Dead) de Raoul Walsh
- 1959 : Certains l'aiment chaud (Some Like It Hot) de Billy Wilder
- 1960 : Pepe de George Sidney
- 1962 : Le Jour le plus long (The Longest Day) de Ken Annakin et al.
- 1964 : Madame Croque-maris (What a Way to Go!) de J. Lee Thompson
- 1966 : Les Professionnels (The Professionals) de Richard Brooks
- 1967 : La Route de l'Ouest (The Way West) d'Andrew V. McLaglen
- 1968 : Pancho Villa (Villa Rides) de Buzz Kulik
- 1970 : La Lettre du Kremlin (The Kremlin Letter) de John Huston
- 1971 : Les Proies (The Beguiled) de Don Siegel
- 1972 : Guet-apens (The Getaway) de Sam Peckinpah
- 1972 : Jeremiah Johnson de Sydney Pollack
- 1972 : Junior Bonner, le dernier bagarreur (Junior Bonner) de Sam Peckinpah
- 1973 : Pat Garrett et Billy le Kid (Pat Garrett and Billy the Kid) de Sam Peckinpah
- 1974 : Harry et Tonto (Harry and Tonto) de Paul Mazursky
- 1977 : Croix de fer (Cross of Iron) de Sam Peckinpah

## Distinctions
Oscar des meilleurs décors

### Récompenses
- en 1958 pour Sayonara

### Nominations
- en 1956 pour Marty
- en 1960 pour Certains l'aiment chaud
- en 1961 pour Pepe
- en 1963 pour Le Jour le plus long
- en 1965 pour Madame Croque-maris